# Glenn Greenwald
Pour les articles homonymes, voir Greenwald.
Glenn Greenwald (né le 6 mars 1967) est un journaliste politique, avocat, blogueur et écrivain américain. À partir de 2013, il commence à publier les révélations d'Edward Snowden sur les programmes de surveillance de masse (PRISM, XKeyscore) des citoyens, entreprises et États du monde entier par la NSA. Il est très critique de la politique étrangère des États-Unis, l'accusant notamment d'alimenter le terrorisme, et il s'oppose à ce qu'il estime être une diabolisation de la Russie. Par ailleurs, il relaie des éléments de la propagande russe et de la propagande syrienne.

## Biographie
Glenn Greenwald naît le 6 mars 1967 à New York. Son père est comptable et sa mère caissière, notamment chez McDonald's. Peu de temps après sa naissance, il déménage avec sa famille à Lauderdale Lakes, en Floride,.
Ses parents l'élèvent dans la religion juive, mais il ne fait pas sa Bar Mitzvah et ne se considère pas comme adepte d'une religion.
Glenn Greenwald est diplômé d'une licence en droit (anglais : B.A.) de l'université George-Washington en 1990 et d'un doctorat professionnel en droit (anglais : Juris Doctor) de la New York University School of Law en 1994.
Il commence sa carrière d'avocat en 1994 chez Wachtell Lipton Rosen & Katz, un cabinet connu pour être le plus rentable et combatif de New-York. Détestant son travail — il représente des banquiers d'affaire et Goldman Sachs — il quitte son poste pour fonder son propre cabinet d'avocat en 1996, où il travaille avec trois collaborateurs principalement sur des affaires de droit constitutionnel et de libertés civiles,,. Une de ses grosses affaires est d'avoir aidé à obtenir un chèque de 1,8 million de dollars pour une infirmière qui s'était blessée au dos en tentant de parer la chute d'un patient et qui avait été licenciée pour « incompétence ». Il passe aussi cinq années à plaider pour le droit d'expression de néo-nazis, conformément au premier amendement de la Constitution des États-Unis. Il déclare l'avoir fait presque toujours gratuitement, voulant défendre un principe politique. Il plaide également pour lui-même et son compagnon de l'époque, Werner Achatz, dans une affaire l'opposant à un propriétaire leur ayant refusé une location,. 
En 2002, lassé de son travail d'avocat plaidant, il fonde une société de conseil, Master Notions LLC, avec son meilleur ami Jason Buchtel, producteur de films, et s'occupe principalement de questions juridiques et de contrats. Il s'occupe également de conseiller juridiquement la société de distribution de vidéos pornographiques de Jason Buchtel. En 2004, il rencontre David Michael Miranda pendant des vacances au Brésil et l'épouse. Il s'installe avec lui à Rio, une loi américaine empêchant que le couple puisse vivre aux États-Unis, et il abandonne son métier d'avocat,.
En octobre 2005, il crée son premier blog, Unclaimed Territory. La première semaine où il commence à bloguer, Lewis Libby est inculpé dans l'affaire Plame-Wilson, où l'identité de Valerie Plame, agent de la CIA, a fuité. Il analyse l'affaire sous l'angle juridique et The New Republic fait un lien vers son blog, ce qui attire des milliers de visiteurs, et en fidélise un millier,,. Quelques semaines plus tard, il est révélé que le président George W. Bush avait autorisé la NSA à « écouter » les citoyens américains à la suite des attentats du 11 septembre 2001. Greewald écrit alors sur cette affaire et il est cité par Slate,. Il acquiert une notoriété en dénonçant régulièrement des décisions arbitraires du gouvernement George W. Bush sur son blog, qui quelques mois après son lancement fidélise une centaine de milliers de lecteurs,. En 2006, il publie son premier livre, How Would a Patriot Act ?, qui devient un best-seller,,.
En 2007, il déménage son blog vers Salon.com, où il devient également chroniqueur,, où il se concentre sur des sujets politiques et juridiques. Il a également contribué à plusieurs journaux et magazines d'actualité politique, incluant le New York Times, le Los Angeles Times, The American Conservative, The National Interest, et In These Times.
Il a écrit quatre livres et a reçu plusieurs prix (Premier prix Izzy pour le journalisme indépendant en 2009 et un Prix du journalisme en ligne en 2010 pour son travail d'investigation sur l'arrestation et la détention de Chelsea Manning). Glenn Greenwald est un conférencier régulier sur les campus, tels que la Harvard Law School, la Yale Law School, l'Université de Pennsylvanie, l'Université Brown, l'UCLA, de l'Université du Wisconsin et l'Université du Maryland.
Il est membre de la Freedom of the Press Foundation, une ONGI créée en décembre 2012 par Daniel Ellsberg qui soutient et finance des actions d'intérêt public axées sur la liberté d'expression et la liberté de la presse. Cette organisation a ainsi levé des fonds pour retranscrire l'intégralité du procès de Chelsea Manning, le soldat américain accusé d'avoir transmis 250 000 câbles diplomatiques américains et 500 000 rapports de l'armée américaine concernant la seconde guerre de l'histoire contemporaine  de l'Afghanistan et de la guerre d'Irak à WikiLeaks, l'armée américaine ayant refusé de publier les transcriptions.

### The Guardian
D'août 2012 jusqu'au 15 octobre 2013, le blog de Glenn Greenwald est hébergé par l'édition américaine du Guardian, où il  devient également chroniqueur,,. Le Monde le décrit alors comme étant « journaliste spécialisé sur les questions de surveillance, [...] une vigie reconnue sur les pratiques intrusives des États à l'encontre des citoyens » et « blogueur vedette » du Guardian où il commence à publier les nombreuses révélations d'Edward Snowden.
En 2009, il était entré dans le classement du mensuel The Atlantic parmi les 50 commentateurs les plus influents des Etats-Unis ; en 2012, il entre dans celui de Newsweek. Sur son blog, il se focalise sur la défense de Julian Assange et Chelsea Manning, mais parle également de ses sujets de prédiclection : les drones, les secrets de l'administration Obama, la lutte contre le terrorisme. Il critique la NSA et la surveillance, mais également les médias, trop « respectueux » du pouvoir selon lui. Ses billets de blog, où il prend position de manière vigoureuse, lui attirent des critiques, notamment par d'autres journalistes qui parfois contestent son travail journalistique. Néanmoins, il remporte des prix, notamment celui du meilleur blog par la Online News Association pour un article concernant Wikileaks et Chelsea Manning.
À partir de juin 2013, en parallèle du Guardian, il commence à collaborer avec le groupe de médias brésilien O Globo et le journal indien The Hindu. En août 2013, il entame, avec son équipe, une collaboration avec le quotidien Le Monde.
En 2013, il a 200 000 lecteurs fidèles sur son blog et vit grâce à des souscriptions annuelles à ce blog ainsi que des revenus de la vente de ses cinq livres, et de conférences et articles.
En octobre 2013, il quitte le Guardian, évoquant la création d'un nouveau média dans lequel il s'occuperait de la rubrique politique.

### First Look MediaetThe Intercept
Le 16 octobre 2013, Pierre Omidyar, le fondateur d'eBay, annonce qu'il va financer le nouveau média de Glenn Greenwald, Laura Poitras et de Jeremy Scahill, avec un fonds doté de 250 millions de dollars,,.
Le 19 décembre 2013, Pierre Omidyar annonce avoir débloqué une première tranche de 50 millions de dollars afin de lancer prochainement le groupe de médias First Look Media, avec l'aide de Glenn Greenwald, Laura Poitras, Jeremy Scahill, Dan Froomkin (en), Jay Rosen et Liliana Segura.
Le 10 février 2014, Glenn Greenwald annonce le lancement du magazine en ligne The Intercept, la première publication de First Look Media,,. À court terme, le magazine doit servir de plate-forme pour présenter les révélations d'Edward Snowden et, ainsi, poursuivre la publication d’enquêtes sur la surveillance globale par les États-Unis.

### Révélations d'Edward Snowden
Glenn Greenwald et la réalisatrice Laura Poitras ont été choisis par le lanceur d'alerte Edward Snowden pour ses révélations,. En décembre 2012, Edward Snowden prend contact anonymement avec Glenn Greenwald, puis avec la réalisatrice de documentaires Laura Poitras. Edward Snowden les invite à Hong Kong, début juin 2013, où sera filmée sa première interview diffusée par le Guardian.
À partir de mai 2013, Glenn Greenwald dévoile notamment dans le Guardian l'existence des programmes de surveillance de masse Tempora, PRISM et XKeyscore des services de renseignement britanniques (GCHQ) et américains (NSA).
Plusieurs membres du Congrès appellent à son arrestation, d'autres à son inculpation pour trahison.
En juin 2013, il indique qu'Edward Snowden aurait communiqué entre 15 000 et 20 000 documents secrets aux deux journalistes, et que seule une petite partie des documents a été révélée. Cependant, l'agence de renseignement électronique britannique indique, en août 2013, que le compagnon de Greenwald transportait 58 000 documents confidentiels. À la mi-octobre 2013, le nombre exact de documents communiqués par Edward Snowden aux journalistes demeure inconnu.
Quelques semaines après le début des révélations, le gouvernement du Royaume-Uni demande au Guardian de détruire les documents en sa possession relatifs à la NSA et au GCHQ qu'Edward Snowden leur a fournis. Le rédacteur en chef du journal, Alan Rusbridger, raconte que, dans un premier temps, ils refusent. Le gouvernement menace alors le journal d'une action en justice afin de se faire remettre ces documents. Le Guardian se résigne alors à détruire les disques durs contenant les documents, en présence d'agents du GCHQ qui vérifient le bon déroulement de cette destruction. Le Guardian fait savoir qu'ayant préalablement fait plusieurs copies des documents de Snowden sur des serveurs hors du Royaume-Uni, il continuera à publier des articles sur les révélations de Snowden.
Le 18 août 2013, le compagnon de Glenn Greenwald, David Miranda, en transit à l'aéroport d'Heathrow et qui revenait d'un séjour à Berlin où il avait travaillé avec Laura Poitras, est arrêté par des officiers britanniques, interrogé en vertu de la loi antiterroriste et détenu pendant neuf heures afin d'être interrogé sur Edward Snowden et les activités des journalistes,. Glenn Greenwald y voit une tentative d'intimidation par les autorités britanniques. Son point de vue est soutenu par les ONG Amnesty International et Reporters sans frontières, cette dernière déclarant que les autorités britanniques ont franchi une « ligne rouge » en assimilant « journalisme et terrorisme, [...] une pratique bien connue des Etats répressifs à travers le monde ».
Le 2 septembre 2013, la commission parlementaire d’enquête du Sénat brésilien, mise en place pour enquêter sur des faits présumés d’espionnage des États-Unis au Brésil, demande à la police fédérale d'assurer la protection de Glenn Greenwald, journaliste à l’origine de la révélation.
Le 5 septembre 2013, Glenn Greenwald est invité par le Parlement européen à participer à la première session publique du comité d'enquête sur la surveillance électronique de masse de citoyens de l'Union européenne, notamment créé à la suite des révélations d'Edward Snowden. Pour des raisons techniques, l'audition par vidéoconférence n'a pas lieu et est reportée à une date non communiquée.
Le 9 octobre 2013, Gleen Greenwald indique devant la commission brésilienne qui enquête sur les accusations d’espionnage de la NSA qu'il va divulguer des documents sur la France. Le 14 octobre 2013, il précise, lors d'une interview à Radio France internationale, que « l’espionnage américain sur l’ensemble des Français est vraiment énorme. Mais la NSA espionne aussi le territoire, avec la coopération du gouvernement français ».
Le 18 décembre 2013, Glenn Greenwald participe à la 15e audition publique du comité d'enquête sur la surveillance électronique de masse de citoyens de l'Union européenne, en développant notamment les conséquences de ces révélations, l'espionnage économique par les États-Unis et la protection des lanceurs d'alerte et des journalistes.
Le 14 avril 2014, The Guardian est récompensé, avec le Washington Post, par le Prix Pulitzer du service public pour leur publication des révélations sur le système de surveillance de la NSA, ; Le Guardian rappelle à cette occasion que Glenn Greenwald fut l'un des principaux contributeurs de ces publications pour le journal. D'après Le Monde et Slate, avoir révélé la surveillance généralisée de la NSA a donné à Glenn Greenwald une notoriété mondiale,.

#### Nulle part où se cacher
En mai 2014, Glenn Greenwald publie No Place to Hide (« Nulle part où se cacher »), son livre sur l'affaire Snowden, en simultané dans 20 pays. Nulle part où se cacher soutient, à partir des révélations d'Edward Snowden, que la National Security Agency (NSA) a organisé une surveillance mondiale, avec l'adhésion des services de renseignement occidentaux. D'après Greenwald, ce système a été mis en place en réponse à une menace terroriste en partie instrumentalisée, et fait peser un risque majeur sur les libertés. Le livre décrit également la « collaboration extraordinaire entre les entreprises privées et les services de renseignement du gouvernement »,,. Pour Le Monde, le livre relève « surtout, avec Edward Snowden, dont c'est le premier objectif, l'absence de contrôle démocratique sur ces structures secrètes de surveillance de masse ». Et si la démonstration de Greenwald concerne les Etats-Unis, elle vaut, selon Le Monde, également pour les autres démocraties dont la France.
Le même jour que la publication du livre, Greenwald met à disposition sur son site Internet 108 pages issues des archives d'Edward Snowden, incluant plusieurs dizaines de nouveaux documents. Les droits d'auteur sur son futur livre font l'objet de discussions par plusieurs grands studios américains (20th Century Fox, Sony Pictures) mais aussi par le studio de production de Leonardo DiCaprio, en vue d'une adaptation au cinéma,. Les droits sont finalement achetés par Sony Pictures.
Selon Jacques Follorou, journaliste d'investigation au Monde, le fait que Glenn Greenwald mène de « vraies enquêtes journalistiques » le conduit aussi dans Nulle part où se cacher à mener une réflexion sur le métier de journaliste. Et sur ce point, il se montre très critique des médias américains, décrivant des postures « serviles » et « aux ordres des pouvoirs » de ses confrères. D'après cet article de Jacques Follorou, écrit en mai 2014, « nombre de ses confrères, et parmi les plus connus », le critiquent également : ils lui « ont dénié le statut de journaliste faute d'appartenir à une structure, ce qui est pour lui, au contraire, un gage éminent de liberté ».

### Affaire des illégalités dans le traitement judiciaire de Lula
Il est également menacé d'incarcération par le président brésilien Jair Bolsonaro en 2019 à la suite de la publication de messages échangés entre l’ex-juge Sergio Moro, désormais ministre de la Justice, et des procureurs afin de faire condamner l’ancien président Lula da Silva. Ces révélations sont publiées dans la version brésilienne d'Intercept, où Greenwad affirme que les autorités judiciaires ont prétendu être apolitiques et uniquement motivées par la lutte anticorruption alors que leur objectif était d'empêcher le retour au pouvoir de Lula et du Parti des travailleurs, violant en cela le principe de séparation des pouvoirs,.
Désormais régulièrement menacé de mort et objet d’attaques homophobes incessantes, y compris dans les médias, il doit vivre sous protection armée et ne peut que rarement sortir de son logement. Le parquet brésilien requiert en janvier 2020 son inculpation pour cybercriminalité, lui reprochant d'avoir rendu publics des messages privés. En février 2020, un juge fédéral rejette les accusations portées contre Greenwald, citant un jugement de la Cour suprême qui le protège.
Selon le Washington Post et New Statesman, cette affaire concernant le traitement judiciaire de Lula est la plus importante de la carrière journalistique de Greenwald avec les révélations de Snowden sur la surveillance de la population américaine par la NSA,.

### Démission deThe Intercept
Le 29 octobre 2020, Greenwald démissionne de The Intercept en invoquant une censure politique et  une violation des obligations contractuelles de la part des rédacteurs du journal, qui avaient refusé de publier l’article qu’il avait écrit sur le silence médiatique entourant les accusations de corruption de Joe Biden et avaient exigé qu'il ne publie l'article dans aucun autre média. Greenwald écrit que « la rédaction de The Intercept, en violation de mon droit contractuel à la liberté éditoriale, a censuré un article que j'ai écrit cette semaine, refusant de le publier à moins que je ne supprime toutes les sections critiques du candidat démocrate à la présidentielle, Joe Biden, le candidat soutenu avec véhémence par tous les rédacteurs new-yorkais de l’Intercept impliqués dans cette opération de censure. » La rédactrice en chef du journal, Betsy Reed, conteste ces accusations de censure et déclare que « l'accusation selon laquelle l'Intercept censure son personnel est « absurde » [...] le principal problème de Greenwald est son désir de voir son travail publié sans modifications. » Après sa démission, Greenwald critique vivement le journal pour la publication de deux articles, qu’il accuse d'exposer des citoyens privés au harcèlement en ligne,,,.
En 2021, Glenn Greenwald a 1,6 million d'abonnés à son compte Twitter.

## Positions et notoriété politiques, critiques des médias et des autorités

### Initialement classé à gauche
Glenn Greenwald est initié à la politique dès son enfance, son grand-père étant conseiller municipal et un socialiste prêchant contre les grands patrons de l'immobilier de sa ville au nom des pauvres,. Greenwald déclare : « la chose la plus importante que mon grand-père m'a apprise, c'est que la manière la plus noble d'utiliser vos compétences, votre intellect et votre énergie est de défendre les marginalisés contre ceux qui ont le plus de pouvoir - et que l'animosité qui en résulte de la part de ceux qui sont au pouvoir est un insigne d'honneur. », Selon The New Yorker, Greenwald écrit de façon agressive sur ce qu'il perçoit comme de l'agressivité, et d'une manière générale s'oppose à ceux chez qui il identifie une volonté de revendiquer le pouvoir et l'autorité, autorité qu'il associe systématiquement à la corruption et la malveillance. The New-Yorker estime que le titre du livre publié par Greenwald en 2011, Comment la loi est utilisée pour détruire l'égalité et protéger les puissants, résume une grande partie de ce qu'il a écrit entre 2006 et 2011. Dans le premier chapitre de ce livre, Greenwald écrit : « C'est devenu un consensus virtuel parmi les élites que leurs membres sont si indispensables au fonctionnement de la société américaine que leur accorder l'immunité contre les poursuites, même pour les crimes les plus graves, n'est pas seulement dans leur intérêt, mais aussi dans notre intérêt. »
Alors qu'en 2003 Greenwald faisait confiance au président Bush qui présentait l'invasion de l'Irak comme un moyen de renforcer la sécurité, il est très critique de la politique américaine lorsqu'il commence à écrire sur son blog en 2005, reprochant notamment au Congrès tenu par les démocrates de ne pas avoir voté la fin de la guerre en Irak,. Il intervient de plus en plus à la télé, où il parvient notamment à être invité régulièrement sur MSNBC, tout en continuant à pourfendre les consensus, affirmant notamment qu'il existe un lien de cause à effet entre la politique étrangère américaine et le terrorisme.
Après l'élection de Barack Obama en 2009, il perd une partie de ses alliés libéraux en étant autant critique d'Obama qu'il ne l'était de Bush. Greenwald affirme que sous le mandat d'Obama les dirigeants ayant commis des crimes sous Bush ont été protégés, tandis que, dans le même temps, les lanceurs d'alerte étaient fragilisés par la justice américaine au motif de la sécurité nationale. Tandis que Greenwald pensait avant l'accession au pouvoir d'Obama en 2009 que ce dernier infléchirait la politique américaine vers plus de libertés civiles, il se déclare ensuite déçu, notant par exemple qu'Obama n'a pas réussi à fermer le Camp de Guantánamo.
Selon Rolling Stone et Le Monde, Glenn Greenwald atteint une notoriété de dimension internationale en 2013 avec la publication des révélations de l'ancien agent de la NSA Edward Snowden, et une stature de « lanceur d'alerte » luttant contre les « abus » de l’État menaçant les « libertés publiques ». Le Monde décrit alors Greenwald comme « habité par une mission », celle de limiter le pouvoir de l’État et contraindre ceux qui détiennent ce pouvoir à rendre des comptes,. D'après le New York Times, les articles de Greenwald concernant le programme de surveillance intérieure de la NSA, écrits avec deux collègues, Ewen MacAskill et la documentariste Laura Poitras, ont provoqués de vives critiques de la part des gouvernements américain et britannique — ces articles auraient compromis la sécurité nationale — et ont fait de Greenwald une sorte de héros journalistique aux yeux de nombreux libéraux.
En 2013, Le Monde décrit Glenn Greenwald comme étant « haï » par les républicains et adulé par certains démocrates comme Michael Moore. Mais Greenwald, bien qu'il ait pu être qualifié un jour par Rachel Maddow de « commentateur politique le plus intrépide de la gauche américaine », préfère se définir comme un « libertaire civil » ayant de profondes craintes vis-à-vis du pouvoir gouvernemental, et critique autant des Républicains que des Démocrates : il estime que de petites réformes proposées par l'un ou l'autre camp ne régleront pas le problème,. Ainsi, il a été autant critique des politiques militaires et de surveillance de Bush que des services de renseignement d'Obama.
Selon le New-Yorker, Greenwald a des opinions en phase avec l'« orthodoxie progressiste » en ce qui concerne les droits des homosexuels ou l'avortement, et aurait pu écrire plus souvent sur ce type de sujets, mais a volontairement choisi de ne pas le faire. Greenwald déclare que son temps « n'aurait pas été mieux dépensé à dire ce que disent déjà des millions d'autres personnes ».

### Classé plus à droite, affinités pro-Kremlin, soutien à Assad, et anti-impérialisme américain
Selon The New Yorker, Glenn Greenwald est un « admirateur » de Bernie Sanders, et s'est éloigné de la « gauche américaine dominante » en critiquant « de longue date » les centristes et les libéraux, puis en se montrant sceptique sur une ingérence russe dans les élections présidentielles de 2016, affirmant que les preuves sur une implication russe n'indiquaient « rien de fâcheux ». Et, par ailleurs, une partie de la « gauche » américaine s'est retournée contre lui après qu'il s'est montré désireux d'être en bons termes avec des médias et personnalités classées à droite, et qu'il a déclaré : « La gauche culturelle (c'est-à-dire la partie de la gauche axée sur les questions culturelles plutôt que sur l'impérialisme ou le corporatisme), est devenue de plus en plus censurée, moralisatrice, contrôlante, répressive, irritable, sans joie, autovictimisée, triviale et maintien du statu quo »,.
Pendant plusieurs années, Greenwald conteste les soupçons de ces réseaux concernant un complot entre Donald Trump et la Russie. Par ailleurs, il refuse de dépeindre Trump comme un « mal spécifique », estimant que le danger principal est systémique, c'est-à-dire rattaché au statut du président américain, qui manque selon lui de « freins et contre-poids ».
D'après The New Yorker, le positionnement de Greenwald vis-à-vis de la Russie est nuancé : Greenwald, qui prône  lui-même des sanctions contre les Russes « de temps en temps », estimait que l'administration Trump pourrait mieux s'opposer aux Russes que celle d'Obama. Mais Greenwald regrette dans le même temps qu'une philosophie générale de coopération entre les Américains et les Russes puisse être considérée désormais comme une « trahison ». Selon Greenwald, dans l'intérêt de tous, il ne faut pas enseigner que « les Russes sont des démons ».
D'après The New Yorker, en 2005 Glenn Greenwald s'interdisait tout antiaméricanisme, une notion que Greenwald définit comme étant de voir les États-Unis comme un « mauvais » pays, « uniquement corrompu », et de rechercher « avec vigilance la culpabilité de l'Amérique tout en minimisant, en ignorant ou en excusant la culpabilité de ses ennemis ». The New Yorker suggère que la suite du parcours de Greenwald l'a peut-être mis en contradiction avec son positionnement initial. En 2013, Greenwald soutient que les Etats-Unis « sont la plus grande source de mal dans le monde » à cause de la puissance du pays qui selon lui le rend responsable « de la plupart des violences mondiales, à commencer par la guerre en Irak ». En 2017, Greenwald affirme que les Etats-Unis sont responsables depuis 60 ans de la plus grande quantité « de mort, de souffrance et de tyrannie au monde ». Pour lui, il n'y a pas de différence entre l'utilisation par Obama de drones militaires et l'utilisation par les Russes, si cela a eu vraiment lieu, du Novitchok contre un adversaire politique. Il estime que l’État américain n'a pas de supériorité morale sur l’État russe, en ce qui concerne le rôle joué dans le monde.
The Bulwark estime que Greenwald a une « affinité pro-Kremlin » de longue date — au moins depuis 2008 et son positionnement sur la Géorgie — qui se situe dans une tendance plus générale à « sympathiser avec les ennemis de l'ordre international « néolibéral » (ou « néoconservateur ») dirigé par les États-Unis », ce que Greenwald perçoit comme un « impérialisme américain bipartite ». Ainsi, Greenwald voit « la démocratie libérale occidentale et ses ennemis à travers une lentille horriblement déformée », et il a tendance à présenter la Russie comme ne pouvant rien faire de mal, faisant l'impasse sur certains aspects comme la dénonciation par Human Rights Watch de la persécution des Tatars après l'annexion de la Crimée par la Russie en 2014. 
Le Washington Monthly estime que Glenn Greenwald est allé trop loin dans son positionnement de réfutation d'une implication de la Russie dans les élections américaines de 2016, et que ce positionnement découle d'une très forte méfiance à l'égard des gouvernements occidentaux et notamment américains, qui conduit Glenn Greenwald à réfuter toutes affirmations de leur part lorsqu'il les perçoit comme un moyen de faire avancer un agenda impérialiste ou militariste. Par exemple, Glenn Greenwald considère les oppositions à la Russie comme une survivance de la guerre froide combinée à une volonté de protéger les intérêts américains contre les Russes en Syrie ou ailleurs.  Washington Monthly critique ce positionnement de Greenwald, estimant qu'il est exact que l'Occident a une « histoire peu recommandable d'agression et d'impérialisme dans le monde » et que ses actions envers la confidentialité de la vie privée sont préoccupantes, mais que la Russie a été le pire agresseur impérialiste depuis 2006 et « horrible » vis-à-vis de la presse et des libertés civiles ; de plus, la Chine est coupable d'« horribles violations des droits de l'homme et de la vie privée », toutes choses que Glenn Greenwald ferait bien de considérer.
D'après Spectator World, Glenn Greenwald se fait l'avocat de n'importe quelle position qui pourrait être dans l'intérêt du président russe Vladimir Poutine.
En octobre 2020, le New York Times indique que Greenwald est devenu un invité fréquent de Tucker Carlson sur Fox News, une émission appréciée par les « conservateurs ». Cette année là, alors qu'a lieu l'élection présidentielle américaine entre Donald Trump et Joe Biden, Greenwald accuse les médias américains de corruption : pour que Trump perde et Biden gagne, les médias auraient dissuadé leurs journalistes d'enquêter sur les e-mails de Hunter Biden, fils de Joe Biden, et sur les accusations de corruption contre Joe Biden.
En 2021, New Statesman affirme que Glenn Greenwald est un des journalistes « les plus en vue » aux États-Unis, mais a disparu des réseaux d'information « libéraux » comme MSNBC. Mais, selon New Statesman, les détracteurs de gauche de Greenwald peinent à le rejeter complètement, en raison de ses reportages effectués au Brésil, là où il vit, et notamment ses accusations d'agissements illégaux de la justice brésilienne contre Lula. New Statesman affirme que Greenwald est vu comme un « héros de la gauche » au Brésil, et cible d'insultes par les bolsonaristes.

#### Guerre civile syrienne: soutien à Assad
Selon plusieurs observateurs du conflit syrien, Gleen Greenwald a une vision très partisane du conflit. Sa lecture serait purement « anti-impérialiste » et sans nuance et participerait ainsi à la désinformation en partageant exclusivement le narratif russe sur la situation voire en étant complaisant avec Bachar el-Assad. Pour Idrees Ahmad, l'attaque de Glenn Greenwald contre l'intellectuel et opposant syrien Yassin al-Haj Saleh marque un tournant et après cinq années d'erreur sur la Syrie, marque le positionnement de Greenwald comme pro-Assad. Pour Alexander Reid Ross, la position de Greenwald est au croisement entre la gauche et l'extrême droite « pour défendre Bachar el-Assad en Syrie, rejeter les accusations d'ingérence russe dans les élections américaines et stimuler la géopolitique russe »,,,,.

#### Invasion de l'Ukraine: relais de désinformation
Le 28 février 2022, dans les jours suivant le début de l'invasion de l'Ukraine par la Russie, Glenn Greenwald déclare sur Twitter qu'il existerait un « consensus obligatoire », une « communication verrouillée » qui serait pratiquée par l'establishment politique et médiatique américain concernant la politique ukrainienne. Selon lui, ceux qui ne sont pas d'accord avec ce consensus sont « instantanément diffamés en tant qu'agent ou apologiste russe ». Le lendemain, Greenwald commente pourtant un débat sur Twitter concernant la possibilité d'une intervention militaire américaine en Ukraine : Slate estime qu'il se contredit avec ce nouveau tweet, qui montre qu'il existe au contraire une « bataille passionnante de positions opposées » et non un « consensus obligatoire ». Pour Slate, Greenwald pratique de façon systématique une « politique de terre brûlée » tweetant dans un état d'indignation et d'excitation, que cela soit justifié par les faits ou non, quitte à contredire ses affirmations précédentes. Le 6 mars, Greenwald, intervenant à nouveau sur Twitter, estime qu'il existe, concernant l'Ukraine, une « propagande incessante » qui déforme les perceptions et corrompt les valeurs.
Selon The Bulwark, Greenwald fait des déclarations exagérées sur la « menace néo-nazie » du régiment Azov. Concernant le massacre de Boutcha, il fait pour seul commentaire qu'il faut être vigilant à ne pas tomber dans le piège de la « propagande de guerre » et des « manipulations des médias sociaux », en ignorant par la suite des preuves de première main concernant des crimes de guerre russes.  
Le 10 mars 2022, Tucker Carlson dans son émission, affirme que les États-Unis « finançaient la création d'agents pathogènes mortels » en Ukraine, ce à quoi Gleen Greenwald — invité et grand habitué de l'émission — répond : « Quand le gouvernement [américain] nie catégoriquement qu'il possède des armes biologiques, nous savons qu'il ne dit pas la vérité ». Cette allégation de Tucker Carlson, reprise également dans des newsletters et vidéo  est un élément de propagande russe, selon le journal Byline Times, qui cite les déclarations un an plus tôt d'un conseiller du président russe Vladimir Poutine qui affirmait que les États-Unis produisaient des armes biologiques en Ukraine pour cibler la Russie, allégation qui avait été immédiatement analysée comme fausse par le site Snopes.

## Vie privée
Au cours d'un voyage à Rio de Janeiro en 2004, il fait la connaissance de David Miranda (premier élu homosexuel au conseil municipal de Rio), qui devient son compagnon. Il s'installe alors au Brésil. Il retourne aux États-Unis le 11 avril 2014 pour recevoir le prix George Polk.

## Publications
- Glenn Greenwald (trad. de l'anglais par Johan-Frederik Hel Guedj), Nulle part où se cacher [« No Place to Hide: Edward Snowden, the NSA, and the U.S. Surveillance State »], Paris, JC Lattès, 14 mai 2014, 280 p. (ISBN 978-2-7096-4615-4)
- (en) Glenn Greenwald, With Liberty and Justice for Some: How the Law Is Used to Destroy Equality and Protect the Powerful, Picador, 3 juillet 2012, 304 p. (ISBN 978-1-250-01383-5)
- (en) Glenn Greenwald, Great American Hypocrites: Toppling the Big Myths of Republican Politics, Broadway Books, 7 octobre 2008, 304 p. (ISBN 978-0-307-40866-2)
- (en) Glenn Greenwald, A Tragic Legacy: How a Good vs. Evil Mentality Destroyed the Bush Presidency, Broadway Books, 8 avril 2008, 336 p. (ISBN 978-0-307-35428-0)
- (en) Glenn Greenwald, How Would a Patriot Act? Defending American Values from a President Run Amok, Working Assets Publishing, 15 mai 2006, 128 p. (ISBN 978-0-9779440-0-2)

## Distinctions
- Premier prix Izzy pour le journalisme indépendant en 2009[13].
- Prix du journalisme en ligne en 2010 pour son travail d'investigation sur l'arrestation et la détention de Chelsea Manning[14]
- Electronic Frontier Foundation Pioneer Award 2013 avec la réalisatrice Laura Poitras pour ses chroniques sur les programmes de surveillance de la NSA à la suite des révélations d'Edward Snowden[86].
- Prix George Polk 2013 du reportage sur la sécurité nationale, avec Ewen MacAskill et Laura Poitras du Guardian, ainsi que Barton Gellman du Washington Post pour leurs enquêtes basées sur les documents de la NSA[87].
- Médaille Carl von Ossietzky 2014[88]
- Prix frère et sœur Scholl 2014[89]
- Prix Siebenpfeiffer (de) 2015[90]